# Lloyd & Sulman
Lloyd & Sulman war ein australischer Hersteller von Automobilen.

## Unternehmensgeschichte
Der Rennfahrer Tom Sulman hatte für sich ein leichtes Fahrzeug hergestellt. 1923 gründete er zusammen mit seinem Schwiegervater das Unternehmen in Camperdown und begann mit der Produktion von Automobilen. Der Markenname lautete Sulman. Der große Markterfolg des Austin 7 führte zu finanziellen Problemen. Im gleichen Jahr endete die Produktion. Insgesamt entstanden fünf Fahrzeuge.

## Fahrzeuge
Der Prototyp hatte einen Motorradmotor von Excelsior. Dieses Fahrzeug wird auch als Cyclecar bezeichnet, obwohl nicht bekannt ist, ob es hinsichtlich Hubraum und Leergewicht den Kriterien eines Cyclecars entsprach.
In der Serienausführung Simplex trieb ein luftgekühlter V2-Motor von Spacke mit 13,5 PS Leistung die Fahrzeuge an. Das Getriebe hatte zwei Gänge. Der Radstand betrug 1981 mm und das Leergewicht 407 kg.